# Tabera de Arriba
Tabera de Arriba es una entidad de población española del municipio de Tabera de Abajo, perteneciente a la provincia de Salamanca, en la comunidad autónoma de Castilla y León.

## Historia
Hacia mediados del siglo XIX, el lugar, una aldea ya por entonces perteneciente a Tabera de Abajo, tenía contabilizada una población de seis habitantes. Aparece descrito en el decimocuarto volumen del Diccionario geográfico-estadístico-histórico de España y sus posesiones de Ultramar de Pascual Madoz con las siguientes palabras:

TABERA DE ARRIBA: alq. en la prov. de Salamanca, part. jud. de Ledesma, térm. jurisd. de Tabera de Abajo. pobl.: un vec., 6 almas.
(Madoz, 1849, p. 542)

En 2023, la entidad singular de población tenía empadronados ocho habitantes.